# Shuang chieh kun
Lo shuang chieh kun (trad. bastone a due segmenti) è un'arma cinese utilizzata nel Kung Fu simile al Nunchaku giapponese.
È formato da due bastoni collegati tra loro da una parte snodata centrale.
Il suo utilizzo nell'antichità era probabilmente quotidiano, e non nacque quindi come arma da combattimento, processo simile al mazzafrusto.
Esiste una variante a tre aste dello shuang chieh, chiamata San jie gun (bastone snodato a tre segmenti).